# Plagiostira albonotata
Plagiostira albonotata är en insektsart som beskrevs av Scudder, S.H. 1876. Plagiostira albonotata ingår i släktet Plagiostira och familjen vårtbitare. Inga underarter finns listade i Catalogue of Life.